# Cantonul Saint-Pierre-1
Cantonul Saint-Pierre-1 este un canton din arondismentul Saint-Pierre, Réunion, Franța.